# Evar Saar
Evar Saar, võro nyelven: Saarõ Evar (Võru, 1969. augusztus 16. –) észt nyelvész, helynévkutató, újságíró, võro nyelvi aktivista.

## Életútja
1984 és 1987 között szülővárosában, Võrúban végezte gimnáziumi tanulmányait. 1987-től a Tartui Egyetemen tanult tovább. 1996-ban újságírói diplomát szerzett. 1997 és 2001 között Tartuban mesterszakos hallgatóként észt és balti finn nyelvészetet tanult. 2000-ben doktori tanulmányokat kezdett észt nyelvből, majd 2008-ban védte meg filozófia doktori fokozatát.
Helynévkutatóként elsősorban ó-Võromaa helyneveinek vizsgálatával foglalkozik. 1995 óta dolgozik a Võro Intézetben. Margus Sepmannal közösen alkotta a 2013-től hivatalos võro zászlót.
Felesége Mariko Faster (1977–) nyelvész, névkutató.

## Díjai, elismerései
- Fehér Csillag érdemrend (2004, V. osztály)

## Művei
- Võromaa kotussõnimmist (2002, szerkesztette Mariko Faster, Võro Intézet)
- Nimekorralduse analüüs (2003, szerkesztette Eve Alender, Kariti Henno, Annika Hussar és Peeter Päll; Észt Nyelvi Alapítványa (Eesti Keele Sihtasutus /ESKA)) ISBN 9789985790526
- Võrumaa kohanimed (2009, Tartu Ülikooli Kirjastus) ISBN 9789949190430
- Kõnõla mõtsan mädänü puuga (2014, Vahtsõ-Horma talu) ISBN 9789949338405

## Fordítás
- Ez a szócikk részben vagy egészben  az   Evar Saar című észt Wikipédia-szócikk ezen változatának fordításán alapul.  Az eredeti cikk szerkesztőit annak laptörténete sorolja fel. Ez a jelzés csupán a megfogalmazás eredetét és a szerzői jogokat jelzi, nem szolgál a cikkben szereplő információk forrásmegjelöléseként.